# Abarth 695 Tributo Ferrari
Der Abarth 695 Tributo Ferrari ist ein sportlicher Kleinstwagen auf Basis des Fiat 500 (2007) des Automobilherstellers Fiat, der ab 2010 von Fiats Tuningtochter Abarth als limitierte Sonderedition gebaut und vermarktet wurde. Ursprünglich war die Produktion von 1696 Stück zum Grundpreis von 42.007 Euro vorgesehen, hergestellt wurden von der ausverkauften Kleinserie laut Abarth letztlich 1649 Stück.

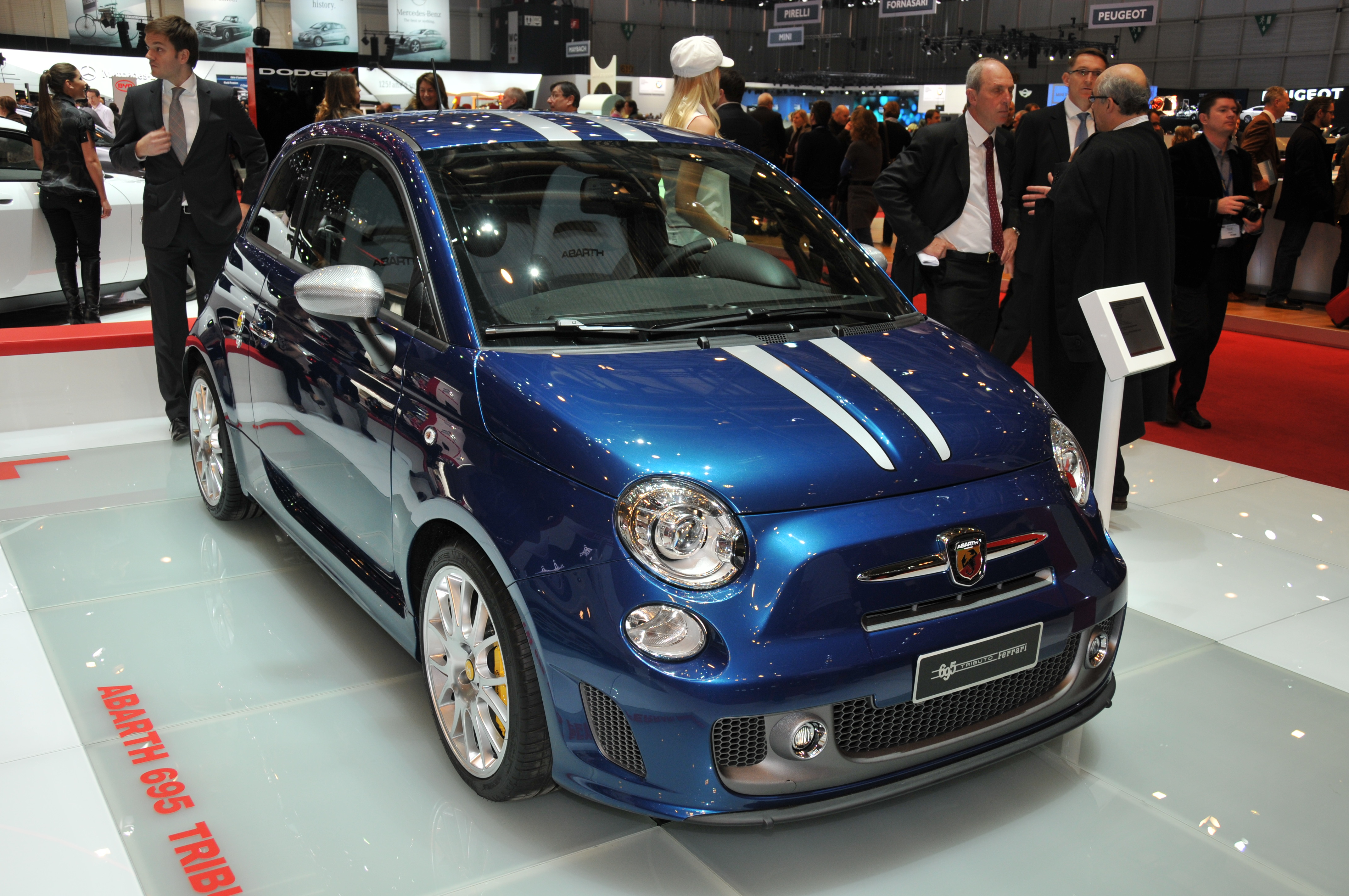
Abarth 695 Tributo Ferrari

## Technik und Ausstattung
Der Abarth 695 Tributo Ferrari ist mit einem Reihenvierzylinder-1,4-Liter-Turbo-Ottomotor (T-JET) mit 132 kW (180 PS) ausgestattet. Das maximale Drehmoment des Motors beträgt 250 Nm bei 3000/min. Der Turbolader ist von Garrett und wird auch im Abarth 595 Competizione verwendet. Der Hubraum des Motors beträgt 1368 cm³. Das Fahrzeug hat das automatisierte Schaltgetriebe Abarth Competizione, das über Schaltwippen am Lenkrad bedient wird. Der Motor ist mit einem Spezialluftfilter von BMC ausgerüstet. Das Fahrwerk besteht aus  einzeln an MacPherson-Federbeinen und Querlenkern aufgehängten Vorderrädern, einer Verbundlenkerachse hinten, 7×17’’-Leichtmetallrädern und speziellen Bremsen. Die Lenkung ist elektrisch unterstützt und mit zuschaltbarem Sportmodus. Die Innenausstattung ist in vielen farbigen Leder- und Kunststoffvarianten wählbar. Zur Sonderausstattung gehören Rennsportsitze mit Carbonfaserbezug, dazu Außenelemente (zum Beispiel Außenspiegel) im Carbon Look, Bi-Xenon-Scheinwerfer sowie ein Sportauspuffsystem und spezielle Rennpedale.

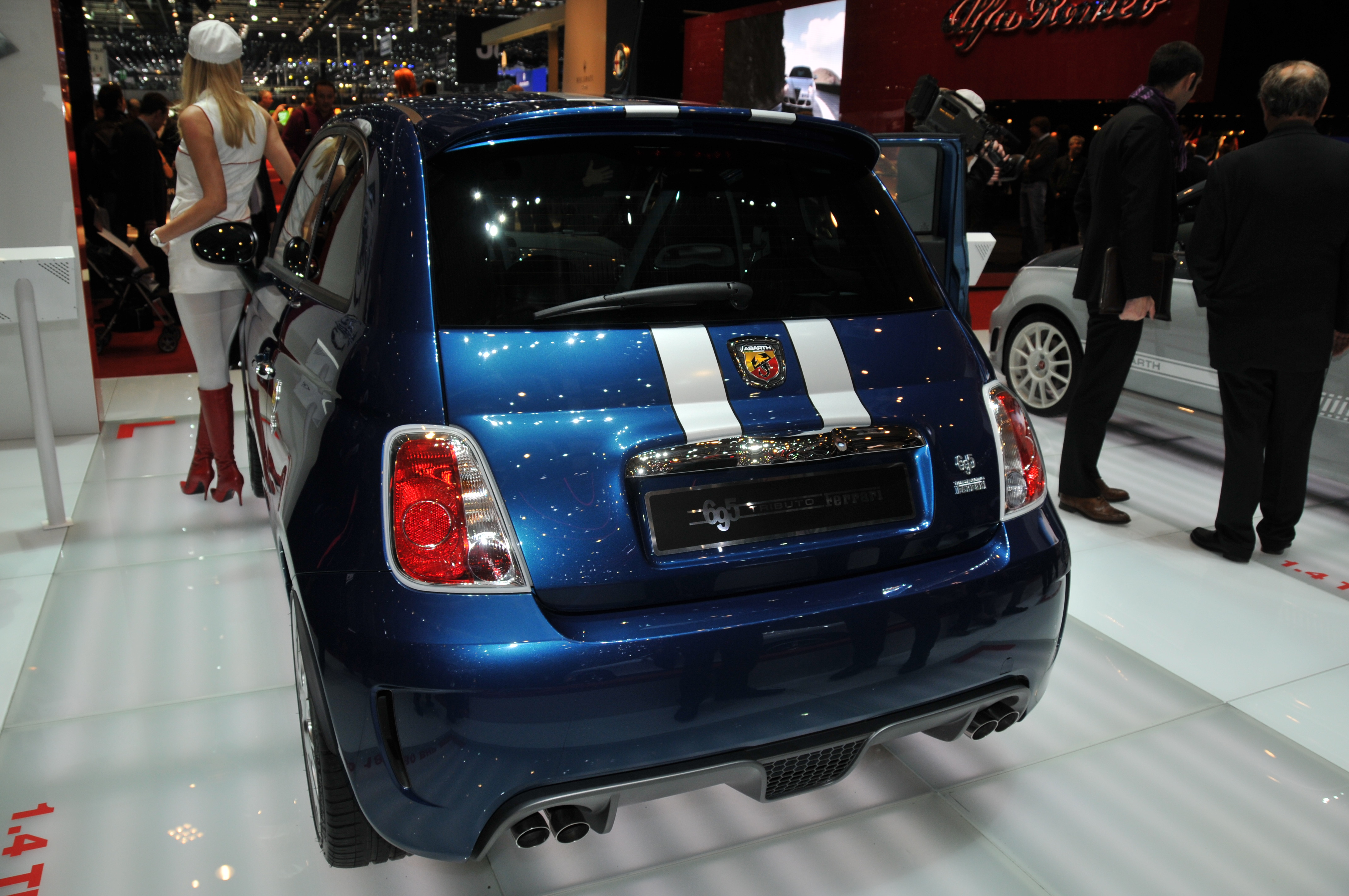
Abarth 695 Tributo Ferrari

## Fahrleistung
Die Höchstgeschwindigkeit des Fahrzeugs ist mit 225 km/h angegeben, die Beschleunigung von 0 auf 100 km/h mit unter 7 Sekunden. Der Kraftstoffverbrauch soll kombiniert bei 6,5 l/100 km und der CO2-Ausstoß bei 155 g/km liegen. Er ist in die Effizienzklasse CEE-F5 eingestuft.